# 胡諧之
胡 諧之（こ かいし、443年 - 493年）は、南朝宋から斉にかけての人物、画家。本貫は豫章郡南昌県。

## 経歴
胡翼之の子として生まれた。はじめ江州に召されて従事主簿となり、臨賀王常侍・員外郎・撫軍行参軍・晋熙王安西中兵参軍・南梁郡太守を歴任した。邵陵王南中郎中兵に転じ、汝南郡太守を兼ねるよう命じられたが、受けなかった。射声校尉・江州別駕に任じられた。左軍将軍に任じられたが受けず、邵陵王左軍諮議となった。
元徽4年（476年）、蕭賾が湓城に駐屯すると、諧之は蕭賾の命で尋陽城を守った。昇明2年（478年）、蕭賾が江州刺史となると、諧之はその下で別駕となり、江州の事務を委ねられた。昇明3年（479年）、蕭長懋が襄陽に駐屯すると、諧之は蕭賾の腹心として、北中郎征虜司馬・扶風郡太守となり、関内侯の爵位を受けた。
建元2年（480年）、建康に召還されて給事中・驍騎将軍・江州中正となった。黄門郎に転じ、羽林監を兼ねた。永明元年（483年）、衛尉を代行した。永明2年（484年）、給事中の位を加えられた。永明3年（485年）、散騎常侍・太子右率に転じた。永明5年（487年）、左衛将軍の号を受けた。永明6年（488年）、都官尚書に転じた。太子中庶子となり、左衛率を兼ねた。諧之は辞職を願い出たが、武帝（蕭賾）に許されなかった。太子中庶子のまま衛尉となった。
永明8年（490年）、諧之は武帝の命を受けて禁兵を率いて巴東王蕭子響を江陵に討ち、長史行事を兼ねた。官軍が蕭子響に敗れたため、諧之は敗戦の責任を問われて免官され、軍事の権限のみを代行した。まもなく再び衛尉として再起し、太子中庶子・江州中正を兼ねた。永明10年（492年）、度支尚書に転じ、衛尉を兼ねた。
永明11年（493年）、死去した。享年は51。右将軍・豫州刺史の位を追贈された。諡は粛といった。

## 伝記資料
- 『南斉書』巻37 列伝第18
- 『南史』巻47 列伝第37